# 木村庄之助 (19代)
19代 木村庄之助（じゅうきゅうだい きむら しょうのすけ、1869年 - 1932年5月30日 ）は、大相撲の立行司の一人。木村庄之助としての在位期間は1926年1月～1932年5月。所属は若藤部屋 - 友綱部屋 - 入間川部屋 - 出羽ノ海部屋。

## 人物
東京府本所（現・東京都墨田区両国）出身。本名は鬼頭多喜太。骨董商の家に生まれたが、9代式守伊之助の弟子となり、1881年若藤部屋に入門し行司となる。1885年1月場所、式守多喜太の行司名で番付についた。
名行司として知られ、立行司昇格まで長く5代式守与太夫の名を名乗り、3代式守勘太夫、3代式守錦太夫とともに「名行司三太夫」と呼ばれていた。
歯切れのよい声と正確な裁き、そして威厳があり、堂々とした行司であったと言われる。22代木村庄之助は、木村越後（大坂相撲の名行司）、松翁20代木村庄之助とともに、戦前の名行司三傑のうちの一人と評価している。
1931年、伊勢での巡業中に病気となりそのまま現役で没した。64歳没。

## 1917年4月29日の台覧相撲
1917年4月29日に行われた皇太子（→昭和天皇）の誕生日祝賀の際に余興で行われた相撲では、東西の花道は竹垣で囲われ、勝ち力士に贈られる桜菊の造花もそこに並べられ、勝者はこれをかざして支度部屋に引き上げた。取組は御前掛かりの古式に則り、東西に1人ずつの言上行司が置かれ、力士が登場するごとにその名を皇族に告げた。力水は羽織袴姿の役員が行い、行司の発声は故実にあるように「よい、はっ」。台覧相撲は行司が「勝負」と声を掛けるのを合図に待ったなしで立つのだが、途中から本場所通りの立合いでもよいとの"御沙汰"があったため、これに従うことになった。3人の皇族は熱心に観戦し、番外お好み5番勝負の九州山と栃木山の一番は「本場所にても見られぬほどの大相撲となりしかば、三殿下には殊の外ご機嫌麗しかりき」と翌4月30日の東京日日新聞が伝えている。それに続き大錦は小常陸と両国、西ノ海は宮城山と逆鉾盛吉、鳳は大響と千葉ヶ嵜、太刀山は黒瀬川と敷島をそれぞれ相手に、4横綱がぶつかり稽古の型を披露した。結びで勝った横綱太刀山の代わりに彼が弓取式を行っている。（※弓取式は本来は力士が行うものである。）

## 履歴
- 1885年1月　初土俵・式守多喜太。
- 1893年1月　2代式守錦之助を襲名。
- 1899年5月　5代式守与太夫を襲名。
- 1900年1月　幕内格（紅白房）に昇進。
- 1905年1月　三役格（緋房）に昇進[2]。
- 1922年1月　立行司に昇格。13代式守伊之助を襲名。
- 1926年1月　19代木村庄之助を襲名。
- 1932年5月30日　現役没。